# 山田幸三
山田 幸三（やまだ こうぞう、1956年 - ）は、日本の経営学者。上智大学名誉教授。大妻女子大学教授。博士（経営学）。専攻は経営戦略論。近年は日本の伝統工芸産業の産地におけるビジネスシステム、アントレプレナーシップを研究。

## 略歴
兵庫県神戸市生まれ。1979年神戸大学経済学部経済学科卒業、東京海上火災保険入社。1988年神戸大学大学院経営学研究科経営学専攻博士前期課程。1991年神戸大学大学院経営学研究科経営学専攻博士後期課程単位取得満期退学、岡山大学経済学部専任講師。1993年岡山大学経済学部助教授。1998年Warwick Business School, University of Warwick, UK, 客員研究員。2000年岡山大学経済学部教授。同年商工総合研究所中小企業研究奨励賞本賞受賞。2001年放送大学客員教授、神戸大学博士（経営学）。同年日本経営協会経営科学文献賞受賞。2002年上智大学経済学部教授。2009年上智大学経済学部長。2013年上智学院評議員、上智大学経済学部長。2018年企業家研究フォーラム会長。2019年上智大学大学院経済学研究科委員長、立命館大学客員教授。2021年上智大学名誉教授、東北大学客員教授、大妻女子大学社会情報学部社会情報学科社会生活情報学専攻教授。2022年大阪経済大学客員教授。2024年東洋大学客員教授。

## 著作

### 単著
- 『新事業開発の戦略と組織：プロトタイプの構築とドメインの変革』白桃書房、2000。ISBN 4-561-23325-3
- 『伝統産地の経営学：陶磁器産地の協働の仕組みと企業家活動』有斐閣、2013[5]。ISBN 978-4-641-16412-3
- 『経営学概論』放送大学教育振興会、2018。ISBN 978-4-595-31882-5
- 『地域に根ざすアントレプレナーシップ：伝統産業と革新』日本経済評論社、2024。ISBN 978-4-8188-2664-9

### 共編著
- （忽那憲治、明石芳彦）『日本のベンチャー企業：アーリーステージの課題と支援』日本経済評論社、1999。
- （加護野忠男、長本英杜）『スウェーデン流グローバル成長戦略：「分かち合い」の精神に学ぶ』中央経済社、2015。
- （加護野忠男）『日本のビジネスシステム：その原理と革新』有斐閣、2016。
- （江島由裕）『1からのアントレプレナーシップ』碩学舎、2017。
- 『ファミリーアントレプレナーシップ：地域創生の持続的な牽引力』中央経済社、2020。

### 共著
- Kozo Yamada, Yoshihiro Eshima, “Impact of Entrepreneurial Orientation: Longitudinal Analysis of Small Technology Firms in Japan”, Academy of Management Proceedings  (Best Paper Proceedings of the 2009 Academy of Management Annual Meeting), 2017.  DOI:10.5465/AMBPP.2009.44243059